# 马氏卷管螺
马氏卷管螺（学名：Tritonoturris macandrewi），是新腹足目卷管螺科Tritonoturris属的一种。主要分布于台湾，常栖息在泥沙质海底。